# Onthophagus pseudoliberianus
Onthophagus pseudoliberianus là một loài bọ cánh cứng trong họ Bọ hung (Scarabaeidae).